# نظيف الشاوي
الأستاذ نظيف الشاوي وهو سياسي عراقي شغل منصب وزير الدفاع في فترة خلال عام 1941.
كما مثل العراق في اللجنة العسكرية التي أسستها جامعة الدول العربية في أكتوبر 1947.
يذكر أن نظيف الشاوي خريج كلية القانون في بغداد للعام الدراسي 1935-1936.